# ساشا كوتيش
ساشا كوتيش (بالألمانية: Sascha Kotysch)‏ (2 أكتوبر 1988 بكيرشهايمبولاندن في ألمانيا - ) هو لاعب كرة قدم ألماني في مركز الدفاع. شارك مع منتخب ألمانيا تحت 19 سنة لكرة القدم ومنتخب ألمانيا تحت 20 سنة لكرة القدم. أما مع النوادي، فقد لعب مع نادي سينت ترويدن ونادي كايزرسلاوترن و1. FC Kaiserslautern II ‏.

## روابط خارجية
- ساشا كوتيش على موقع قاعدة بيانات كرة القدم.إي يو (الإنجليزية)
- ساشا كوتيش على موقع بيانات كرة القدم. دي إي (الألمانية)
- ساشا كوتيش على موقع Soccerway.com (الإنجليزية)
- ساشا كوتيش على موقع عالم كرة القدم.نت (الإنجليزية)